# تشلسي ريكيتس
تشلسي ريكيتس (بالإنجليزية: Chelsea Ricketts)‏ هي ممثلة أمريكية، ولدت في 29 أكتوبر 1989 في سان دييغو في الولايات المتحدة.

## أعمال

### مسلسلات
- الحياة السرية لمراهقة أمريكية
- تشريح غراي
- زيك ولوثر
- ميامي
- هاواي فايف أو

## وصلات خارجية
- تشلسي ريكيتس على موقع IMDb (الإنجليزية)
- تشلسي ريكيتس على موقع ألو سيني (الفرنسية)
- تشلسي ريكيتس على موقع أول موفي (الإنجليزية)
- تشلسي ريكيتس على موقع قاعدة بيانات الفيلم (الإنجليزية)
- تشلسي ريكيتس على موقع كينوبويسك (الروسية)